# 迪士尼之泉
迪士尼之泉，前稱布埃納文圖拉湖購物村（Lake Buena Vista Shopping Village），是一座華特迪士尼世界度假區中的戶外購物、飲食和娛樂設施，位於美國佛羅里達州布埃納文圖拉湖。購物區對公眾開放，不需要遊樂園的門票即可進入。
其中著名的設施包括太陽劇團的《夢幻嘉年華》（La Nouba）、迪士尼任務（Disney Quest）、藍調之家（House of Blues）、好萊塢星球（Planet Hollywood）、樂高想像力中心（Lego Imagination Center）、AMC電影院和熱帶雨林餐廳等。
購物區自2013年4月起開始進行重新施工，2015年9月29日正式更名為「迪士尼之泉」（Disney Springs）。

## 歷史
布埃納文圖拉湖購物村（Lake Buena Vista Shopping Village）在1975年3月22日開幕，起初是為了服務在華特迪士尼世界腹地中的住宅設施而興建。隨著住宅設施被變更為度假村飯店用地後，這個購物區轉而專注於服務所有造訪華特迪士尼世界的遊客，並在1977年更名為華特迪士尼世界村（Walt Disney World Village）。
為了和奧蘭多市區教堂街站附近的熱門俱樂部競爭，迪士尼在1986年7月21日宣布了「快樂島」（Pleasure Island）區域的擴建計畫，其中將包含以成人為主的夜總會俱樂部。快樂島區域的施工在1989年5月1日與迪士尼好萊塢夢工場主題樂園同時展開。同一年的不久後，華特迪士尼世界村改名為「迪士尼購物城」（Disney Village Marketplace）。
在1990年代中期，華特迪士尼世界的成長為了購物區帶來了擴張潛力。1995年6月20日，迪士尼宣布了一項大型的整修和擴建計畫，迪士尼村莊市場和快樂島將整合為新的「迪士尼飲食娛樂購物區」（Downtown Disney）。重新命名的品牌在1997年9月7日登場。隨後在9月15日，西側的區域對外開放，成為第三個購物、飲食和娛樂區，其中包括了太陽劇團的常駐表演《夢幻嘉年華》、迪士尼任務（Disney Quest）和淘兒唱片（後改為維珍音樂商店）。此外，購物區的改裝也包括將原有的米奇角色商店變更為「迪士尼世界」（World of Disney），成爲世界上最大的迪士尼商店。
迪士尼飲食娛樂購物區的同名姐妹設施在2001年1月12日於加州迪士尼樂園度假區開幕。其他迪士尼度假區的同類設施包括迪士尼乡村小镇（巴黎迪士尼樂園度假區），伊克斯皮兒莉（東京迪士尼度假區）和迪士尼小镇（上海迪士尼度假區），香港迪士尼樂園度假區內也預計興建類似的設施。2008年9月27日，快樂島區域的夜總會關閉，改建成為新的購物和飲食區。
2013年3月14日，華特迪士尼樂園及度假區主席湯瑪士·史戴格斯宣布迪士尼飲食娛樂購物區將重新擴建成為「迪士尼之泉」（Disney Springs），主題設計以佛羅里達州的濱海小鎮為靈感來源。擴建計畫的內容包括新增150間商店和餐廳，以及兩座多層次停車場。

## 區域

### 購物城
購物城（Marketplace）內有許多的商店和餐廳。
景點：
- Marketplace Express
- Carousel
- T-Rex Cafe Dinosaur Dig
- Downtown Disney Marina

餐飲：
- 伯爵三明治（Earl of Sandwich）
- 吉爾德利蘇打噴泉和巧克力商店（Ghirardelli Soda Fountain & Chocolate Shop）
- 星巴克
- 熱帶雨林餐廳（Rainforest Cafe）
- 暴龍（T-Rex）
- Wolfgang Puck Express

購物：
- Build-a-Bear Workshop
- Build A Dino by Build-a-Bear Workshop
- 迪士尼徽章店（Disney's Pin Traders）
- 迪士尼聖誕節商店（Disney's Days of Christmas Shop）
- 高飛的糖果公司（Goofy's Candy Company）
- 樂高想像力中心（Lego Imagination Center）
- Once Upon A Toy
- Marketplace Co-Op
- Tren-D
- 迪士尼世界（World of Disney）

已結業商店：
- 麥當勞（由咔貝樂取代）
- 咔貝樂（改建成為新的「迪士尼之泉」入口）

### 快樂島
快樂島（Pleasure Island）曾經是夜生活娛樂設施的所在區域，包括兩座喜劇俱樂部，以及四座舞廳。這些俱樂部和舞廳在2008年9月27日永久關閉。計畫在原地開幕的新餐廳和商店因為受到2009年經濟衰退的影響，計畫被暫時擱置。

### 紐約西區
紐約西區（West Side）有著許多提供完整服務的餐廳、大型商店，和娛樂設施。其中好萊塢星球餐廳在1994年12月17日開幕。餐廳中裝飾有在1994年電影《阿甘正傳》中出現的捕蝦船「珍妮號」（Jenny）。一項稱為「Characters in Flight」的設施在2009年春季開幕，遊客可乘坐巨大的氣球，上升至400英呎後欣賞四周環繞的迪士尼世界度假區景色。設施由法國Aerophile負責營運，與巴黎迪士尼樂園迪士尼乡村小镇中的「PanoraMagique」設施十分類似。
娛樂：
- AMC電影院（AMC Downtown Disney 24）
- Characters in Flight
- 太陽劇團《夢幻嘉年華》（La Nouba）
- 迪士尼任務室內互動主題樂園（DisneyQuest）
- Splitsville Luxury Lanes Downtown Disney

餐廳：
- Bongos Cuban Cafè
- 藍調之家（House of Blues）
- 煙燻之家（The Smokehouse，位於藍調之家內）
- 好萊塢星球（Planet Hollywood）
- Wolfgang Puck Cafè
- 暴龍餐廳（T-Rex Cafe）
- 星巴克
- Wetzel's Pretzels
- 哈根達斯（Häagen-Dazs）

購物：
- Sunglass Hut
- Ridemakerz
- 其他多間商店

已結業商店：
- Virgin Megastore
- Magic Masters
- Magnetron
- Planet Hollywood On Location
- LittleMissMatched

## 資料來源
1. 1 2  Barnes, Brooks. . The New York Times. 2013-03-14  [2013-03-14]. （原始内容存档于2013-03-17）.

## 外部連結
- 官方網站 （页面存档备份，存于）